# Alejo Paleólogo
Alejo Paleólogo (en griego: Ἀλέξιος Παλαιολόγος; fallecido en 1203) fue un noble bizantino, yerno del emperador Alejo III Ángelo y su aparente heredero desde 1199 hasta su muerte. A lo largo de este tiempo, fue un miembro activo en la supresión de varias revueltas y disturbios contra el emperador. A través de su hija, se convirtió en uno de los progenitores de la dinastía Paleólogo.

## Biografía
Los orígenes de Alejo son oscuros. Su familia era rica y mayormente conocida como funcionarios civiles y militares bajo los emperadores Comneno. El padre de Alejo fue probablemente el sebasto y gran heteriarca Jorge Paleólogo, el hijo o nieto del partidario más incondicional de Alejo I Comneno, Jorge Paleólogo. A través de su abuela, Alejo compartía sangre con la casa Comneno. Alrededor de 1198, Alejo fue elegido por el emperador Alejo III, que carecía descendencia masculina, para desposar a su hija mayor, Irene. Irene era la viuda de Andrónico Contostefano, y Alejo Paleólogo se vio obligado a divorciarse de su primera esposa (cuyo nombre se desconoce) para casarse con la princesa. La boda tuvo lugar en la primavera de 1199 y fue acompañada por celebraciones fastuosas. De este modo Alejo se convirtió en el aparente heredero imperial, y fue ascendido al rango de déspota. Al mismo tiempo, la segunda hija del emperador Ana, también viuda, se casó con Teodoro Láscaris, el futuro fundador del Imperio de Nicea.
Poco después, ambos yernos imperiales fueron enviados junto con el general Manuel Camitzes contra el rebelde Ivanko en Tracia. Durante esta campaña, en el asedio de Kritzimos, el padre de Alejo fue asesinado. La campaña fracasó cuando la fuerza bizantina quedó atrapada en una emboscada y Camitzes fue capturado. Este éxito animó a Ivanko, que reclamaba el título imperial. En la primavera de 1200, Alejo III fingió estar dispuesto a iniciar negociaciones, y envió a Alejo Paleólogo para reunirse con el rebelde. Alejo le dio promesas solemnes de seguridad, pero cuando Ivanko apareció en el campamento imperial, fue arrestado y ejecutado.  En febrero de ese mismo año, Alejo había sido llamado para ayudar con los disturbios que estallaron en Constantinopla en protesta contra la malversación de las donaciones de caridad por el funcionario de las prisiones Juan Lagos. Una gran multitud había tomado el control de las cárceles de la capital y las abrieron y se enfrentaron contra los guardias del emperador, que estaba ausente en Crisópolis. Alejo Paleólogo dirigió las tropas en la ciudad y reprimió la revuelta después de infligir fuertes bajas en la población.
En julio de 1201, Alejo fue fundamental en la represión del intento de golpe de Estado por Juan Comneno el Gordo. Después de que los rebeldes habían tomado el control de la mayor parte de la Gran Palacio, Alejo fue enviado por el emperador con tropas y barcos de Blanquerna a la costa oriental de la ciudad. Allí se encontraron con la guardia del Gran Palacio, y despejaron el palacio y el Hipódromo de los partidarios del usurpador, quien fue capturado y decapitado. En febrero de 1201 o 1202, Alejo fue herido cuando la tienda imperial colapsó durante un terremoto, pero en el mismo verano dirigió la campaña que sometió la rebelión del gobernador Juan Spiridonaces en Macedonia oriental, obligando a este último a huir a Bulgaria.
Alejo murió a una edad relativamente temprana en 1203, de causas naturales según Teodoro Escutariota. Su muerte se produjo antes de la deposición y huida de Alejo III ante el sitio de Constantinopla por la Cuarta Cruzada.

## Familia, matrimonio y descendencia
Además de su padre Jorge, Alejo tuvo una tía de nombre desconocido, quien se casó con Juan Brienio, y un tío, el sebastos Constantino. El nombre de su madre no es conocido, tampoco parece que tuvo hermanos. Por su matrimonio con Irene Angelina, tuvo una hija, Teodora, quien se casó con el gran doméstico Andrónico Paleólogo, el hijo del megaduque Alejo Paleólogo (de una rama diferente de la familia de los Paleólogo) y de Irene Comnena. Tuvieron muchos hijos, el más prominente de los cuales fue Miguel VIII Paleólogo, quien se convirtió en emperador de Nicea en 1259 y restauró el Imperio bizantino en 1261, fundando la dinastía Paleólogo.